# Elysius aperta
Elysius aperta är en fjärilsart som beskrevs av Edwards 1884. Elysius aperta ingår i släktet Elysius och familjen björnspinnare. Inga underarter finns listade i Catalogue of Life.